# Esther Ngumbi
Pour les articles homonymes, voir Ngumbi.
Esther Ngumbi est une chercheuse d'origine kényane, professeur-adjointe en entomologie et en sécurité alimentaire à l'université de l'Illinois à Urbana-Champaign. Elle a reçu le prix présidentiel 2018 de la Société pour la biologie expérimentale et a été récompensée pour son engagement auprès du public par l'Association américaine pour l'avancement de la science en 2021.

## Enfance et éducation
Esther Ngumbi grandit dans le comté de Kwale, une communauté agricole rurale au Kenya,. Elle s'initie à l'agriculture alors qu'elle a sept ans, lorsque ses parents lui donnent une bande de terre pour cultiver des choux. Enfant, elle prend conscience des défis auxquels sont confrontés les agriculteurs, notamment la sécheresse et le mauvais état des sols. Elle manifeste initialement peu d'intérêt pour les études, et obtient son certificat d'études de justesse. Toutefois, elle quitte son village pour fréquenter l'université Kenyatta, où elle obtient son baccalauréat puis sa maîtrise, . En 2007, elle reçoit une bourse internationale de l'American Association of University Women (AAUW) qui lui permet d'effectuer un doctorat en entomologie à l'université d'Auburn,. En 2011, elle devient  l'une des premières personnes de sa communauté à obtenir un doctorat. Après son doctorat, elle reste à l'université d'Auburn en tant que chercheuse postdoctorale.

## Recherche et carrière
Esther Ngumbi est nommée professeure adjointe d'entomologie et d'études afro-américaines de l'université de l'Illinois à Urbana-Champaign en 2018. Elle enseigne également la communication scientifique. Elle étudie la manière dont les herbivores, les plantes, les micro-organismes et les insectes utilisent des signaux chimiques volatils et non volatils. Cela inclut les composés organiques volatils (COV) qui facilitent les échanges d'information entre les plantes, les herbivores et les microbes. Ngumbi pense qu'une meilleure agriculture urbaine peut aider à lutter contre une mauvaise alimentation. En 2019, elle prononce la conférence plénière lors de la réunion annuelle de la British Ecological Society.
En 2020, un article du New York Times, où elle s'exprime sur le manque de diversité raciale en sciences, indique qu'elle est alors professeur-adjointe en entomologie et en sécurité alimentaire.

### Distinctions académiques et reconnaissance

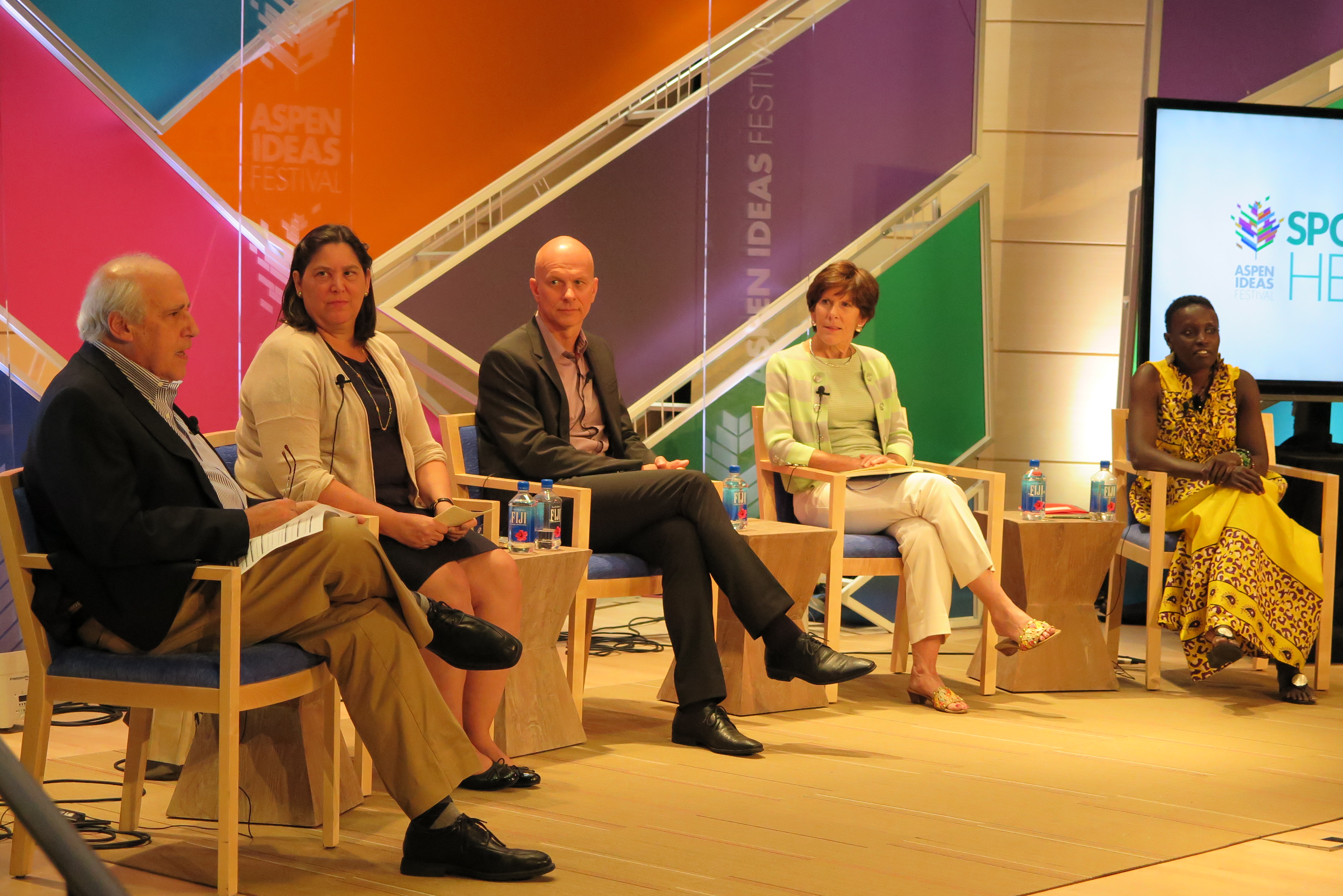
Ngumbi à droite discutant de la sécurité alimentaire au Spotlight Health Aspen Ideas Festival en 2015

Elle reçoit en 2017 le prix Emerging Sustainability Leader et le prix Women of Color,. En 2018, elle reçoit la médaille présidentielle de la   Society for Experimental Biology.
Esther Ngumbi est une communicante scientifique active ; elle a contribué à Mail & Guardian, The Moth, au Scientific American et au Forum économique mondial,,. Elle a fait des apparitions sur la radio publique du Wisconsin. Elle a été sélectionnée par Barack Obama pour faire partie de la Young African Leaders Initiative. Elle encadre de jeunes chercheurs par le biais de la Fondation Clinton. Elle a fait campagne pour que les filles des communautés rurales aient un meilleur accès à l'éducation, en particulier dans les sciences et la technologie. De concert avec sa famille, elle a contribué à la création de la Dr Ndumi Faulu Academy, une école de sa ville natale qui accueille plus de 100 élèves de collège,. En 2021, Esther Ngumbi reçoit le prix Mani L. Bhaumik pour l'engagement public en sciences décerné par l'Association américaine pour l'avancement des sciences.

### Sélection de publications
- Esther Ngumbi, « Bacterial-mediated drought tolerance: current and future prospects », Applied Soil Ecology, vol. 105,‎ 2016, p. 109–125 (DOI 10.1016/j.apsoil.2016.04.009)
- Esther Ngumbi, « Comparative GC-EAD Responses of A Specialist (Microplitis croceipes) and A Generalist (Cotesia marginiventris) Parasitoid to Cotton Volatiles Induced by Two Caterpillar Species », Journal of Chemical Ecology, vol. 35, no 9,‎ 2009, p. 1009–1020 (PMID 19802643, DOI 10.1007/s10886-009-9700-y)
- Esther Ngumbi, « Comparison of associative learning of host-related plant volatiles in two parasitoids with different degrees of host specificity, Cotesia marginiventris and Microplitis croceipes », Chemoecology, vol. 22, no 4,‎ 1er décembre 2012, p. 207–215 (DOI 10.1007/s00049-012-0106-x)